# Десант у порт Торо
Десант у порт Торо відбувався в часі з 15 по 18 серпня 1945 року, здійснювався кораблями радянської Північної Тихоокеанської військової флотилії у перебігу Південно-Сахалінської операції, є складовою радянсько-японської війни.

## Задум десантних дій
Одним з головних театрів воєнних дій радянської армії у радянсько-японській війні був південь острова Сахалін, котрий з 1905 року перебував під керуванням Японської імперії. 11 серпня частини 56-го стрілецького корпусу 16-ї армії (керував генерал Леонтій Черемисов) Другого Далекосхідного фронту (командир — генерал Максим Пуркаєв) починають Південно-Сахалінську операцію. Японські війська в Котонському укріпленому районі на межі державного кордону — 88-а піхотна дивізія (керував генерал Тоітіро Мінекі) чинили серйозний спротив.
Задля прискорення перебирання радянськими військовими силами контролю над південною частиною Сахаліну та запобігання евакуації японських військ, Головнокомандуючий силами Червоної армії на Далекому Сході маршал СРСР Олександр Василевський наказує командиру радянським Тихоокеанським флотом адміралу Івану Юмашеву здійснити силами Північної Тихоокеанської флотилії низку десантувань в порти південного Сахаліну — у глибокий тил оборони японських військ.
Перша хвиля десанту планувалася в найближчий до місця ведення боїв порт Торо; не маючи даних про становище в ньому, командуючий флотилією вирішує спочатку здійснити спочатку висадження розвідувальної групи, а вже по тому головних сил десанту — 365-й батальйон морської піхоти та батальйон 113-ї стрілецької бригади. До загону висадки десанту виділяються 21 торпедний катер, 4 тральщики, 2 катери «великий мисливець», 2 катери «малий мисливець», 1 мінний загороджувач, 1 сторожовий корабель «Зірниця», 1 транспорт «Петропавловськ»; усі кораблі були зведені в 4 загони. Командиром загону висадки призначався керівник відділу підводного плабання штабу Північної Тихоокеанської військової флотилії капітан 1-го рангу І. С. Леонов, підполковник К. П. Тавхутдинов — командиром десанту, загальне керівництво операцією здійснював командир флотилії віце-адмірал Володимир Андреєв.

## Проходження десантів та боїв
Під час підготовки до операції авіація флоту здійснює низку бомбувань порту Торо та виконує велику кількість польотів по розвідці в самому порті і підходів до нього; в ніч на 16 серпня портове бомбування здійснювали 7 гідролітаків МБР-2 — удару було піддано Торо та казарми в містечку Тайхей. У Совєтській Гавані, головній базі флотилії, проводилася посадка десанту.
4 катери та сторожовий корабель першого загону, що перевозив батальйон морської піхоти — 156 бійців, виходить в море перед 22-ю годиною та о 5-й ранку 16-го серпня непоміченим підходить до порту Торо, несподівано до японських сил проривається і висаджує десантників на піщану мілину. Японські сили виявилися малочисельними, в самому порту та місті розміщалися рота резервістів — до 100 вояків, та підрозділ місцевого ополчення — менше 100 чоловік, з котрих половина не мала вогнепальної зброї; до 6-ї ранку радянські військові перебирають контроль над Торо, при цьому було вбито 37 японських вояків та 7 полонено.
З 9-ї години 16-ть торпедних катерів висаджують в порту другу хвилю десанту — більшу частину батальйону морської піхоти — 334 бійці, до 10-ї ранку завершилися бої по заволодінню поселенням Торо, японські втрати склали при цьому вбитими 47 та полоненими 22.
До 19-ї години відбулася висадка третьої десантної хвилі — 900 чоловік зі складу 113-ї стрілецької бригади, після цього десантні сили розширяють межі зайнятого плацдарму та займають кілька поселень навколо Торо. З підтягуванням до міста японських частин зростає напруженість протистояння; радянська авіація в цьому часі на підтримку десанту здійснила 51 бойовий виліт, втративши при цьому від зенітного вогню один винищувач Як-9.
Вдень 17 серпня до порту Торо прибуває транспорт «Петропавловськ» у супроводі двох катерів-«великих мисливців» та одного катера-тральщика, на кораблях прибула решта десанту — батальйон зі складу 113-ї стрілецької бригади, артилерія та тилові частини.
Після цього десант за підтримки авіації починає просуватися на південь, у напрямі міста та порту Есутору; близько 9-ї години 30 хвилин загін з 3-х катерів вривається у цей порт та висаджує невеликий десант числом 90 чоловік, котрий в швидкому часі займає територію порту. Незабаром частини, що рухалися з півночі, атакою займають населений пункт. При висадці та підтримці десанту у бою за порт Есутору 2 торпедні катери ушкодилися об підводне каміння, на буксирі відведені в Совєтську Гавань. У наступному містечку, котре при японській владі адміністративно відносилося до Есутору — Яма-Сігай, сучасний район Вуглегірська — відбулися тривалі бої. Японським силам числом до двох рот вдалося на раніше укріплених висотах навколо міста стримати першу радянську атаку; задля унеможливлення зупинки наступу командир десанту приймає рішення здійснити нічний штурм міста силами батальйону морської піхоти та стрілецького, напружений бій тривав майже всю ніч. За підтримки вогню корабельних гармат радянські сили 18 серпня до 9:30 вибивають японські сили з міста, рештки гарнізону відійшли в сопки; японські втрати у цьому бою пораненими та вбитими склали 136 чоловік.
Протягом 18 серпня червоноармійці обороняли сильно розширений плацдарм — аж до річки Безіменної; авіація в цьому часі на підтримку десантників здійснила 37 бойових вильотів, один з них прийшовся на радянські позиції в Яма-Сігай, загинув червоний старшина та 2 бійці, ще один раз бомбовий удар прийшовся по радянських позиціях, загинув офіцер.
Подальший наступ було прийнято рішення не розвивати — з огляду на недоцільність через великі відстані, відсутність чисельних сил противника та важливих цілей, проте здійснити нові десанти в порти південного Сахаліну.

## Післямова
При перебігу десантної операції та на підтримку наступу десантованих військ за 3 доби радянська авіація здійснила загалом 174 бойові вильоти, винищувачі — 116, штурмовики Іл-2 — 35, бомбардувальники МБР-2 — 15, розвідники Пе-2 — 8. Екіпажі по вильотах доповідали про знищені 66 автомобілів, 16 вогневих точок, 2 польові гармати, баржу (чи землечерпалку), військовий склад та вбито понад 100 вояків та офіцерів супротивника. Руйнувань зазнала велика кількість житлових будинків, громадянських та промислових споруд.
Протягом двох діб сили Тихоокеанської флотилії зайняли на західному узбережжі південного Сахаліну плацдарм, котрий перерізав японські комунікації вздовж узбережжя. Головне угрупування японських військ на Сахаліні, що вело напружені бої з наступаючими радянськими частинами біля державного кордону, опинилося під загрозою повного оточення. З огляду на дані обставини японське командування відмовляється від оборони Котонського укріпленого району, 18 серпня керівник військ укріпрайону починає перемовини про капітуляцію та вже 19 серпня здається в полон.
В подальшому плацдарм було використано для швидкої висадки нових десантів в японських портах на півдні острова — Маока та Отомарі. Згідно радянських звітів, втрати десантників за 3 доби боїв склали 12 чоловік вбитими, були також поранені.